# Melisa Liebenthal
Pour les articles homonymes, voir Liebenthal.
Melisa Liebenthal née le 26 janvier 1991 est une réalisatrice argentine. Elle vit entre la France et l'Argentine.

## Biographie
Elle est diplômée de cinéma de l'Université de Buenos Aires. En 2016, elle suit un master en Film d'essai et d'investigation à EICTV de San Antonio de los Baños à Cuba. En 2017-2019, elle poursuit sa formation au Fresnoy - Studio national des arts contemporains.
Les points de départ de ses films sont des situations du quotidien, qui génèrent un malaise chez la réalisatrice. Ses situations l'amènent à se questionner sur des sujets plus larges : identité, classe, perte d'autonomie.
Pour son premier long métrage Las lindas, son film débute sur la méprise d'un serveur qui la prend pour un garçon. Elle enquête, regarde les photos de famille, pour questionner la construction du genre, qu'est-ce qu'être une femme ? que veut dire être une jolie fille?

## Films
- Las lindas, 77 min, 2016
- Constanza, 27 min, 2018
- Aquí y allá, 21 min, 2020
- El rostro de la medusa, 75 min, 2022

## Prix et distinctions

### Las lindas
- Bright Future Award à Rotterdam 2016
- Meilleure Direction à BAFICI 2016
- Meilleur Film à Asterisco 2016

### El rostro de la medusa
- Meilleure direction, Festival de Mar del Plata, 2023[5]